# Halicyclops reunionis
Halicyclops reunionis is een eenoogkreeftjessoort uit de familie van de Halicyclopidae. De wetenschappelijke naam van de soort is voor het eerst geldig gepubliceerd in 1960 door Kiefer.